# انتحاء مضيف
الانتحاء المضيف هو الاسم الذي يطلق على عملية الانتحاء والذي يحدد أي الخلايا التي من الممكن أن تُصاب بالعدوى إثر ممراض معين. وهناك عوامل أخرى تحدد قدرة الممراض على إصابة خلية معينة. على سبيل المثال، يجب ربط الفيروسات بمستقبلات غشاء خلية معينة حتى تتمكن من الدخول إلى تلك الخلية. وإذا كانت الخلية لا تعبر عن هذه المستقبلات فإن الفيروس لا يمكنه الدخول ولا إصابة تلك الخلية بالطرق المعتادة.
ويتم تحديد الانتحاء الفيروسي من خلال مزيج من الحساسية والسماحية: ويجب أن تكون الخلية المضيفة مبيحة (تسمح للفيروس بالدخول) وحساسة (تمتلك متممة المستقبل اللازمة للدخول الفيروسي).
ومثال على ذلك هو فيروس العوز المناعي البشري، وهو الذي يظهر الانتحاء لكتلة التمايز 4 والمرتبطة بالخلايا المناعية في الإنسان (على سبيل المثال، خلايا تي المساعدة والخلايا الضامة أو الخلايا الجذعية). وتعبر هذه الخلايا على مستقبل كتلة التمايز 4، حيث يستطيع فيروس العوز المناعي البشري أن يرتبط بسطح الخلية من خلال البروتين السكري 120 والبروتين السكري 41.
مثال آخر، فيروس إبشتاين بار (EBV).